# Europäische Piratenpartei

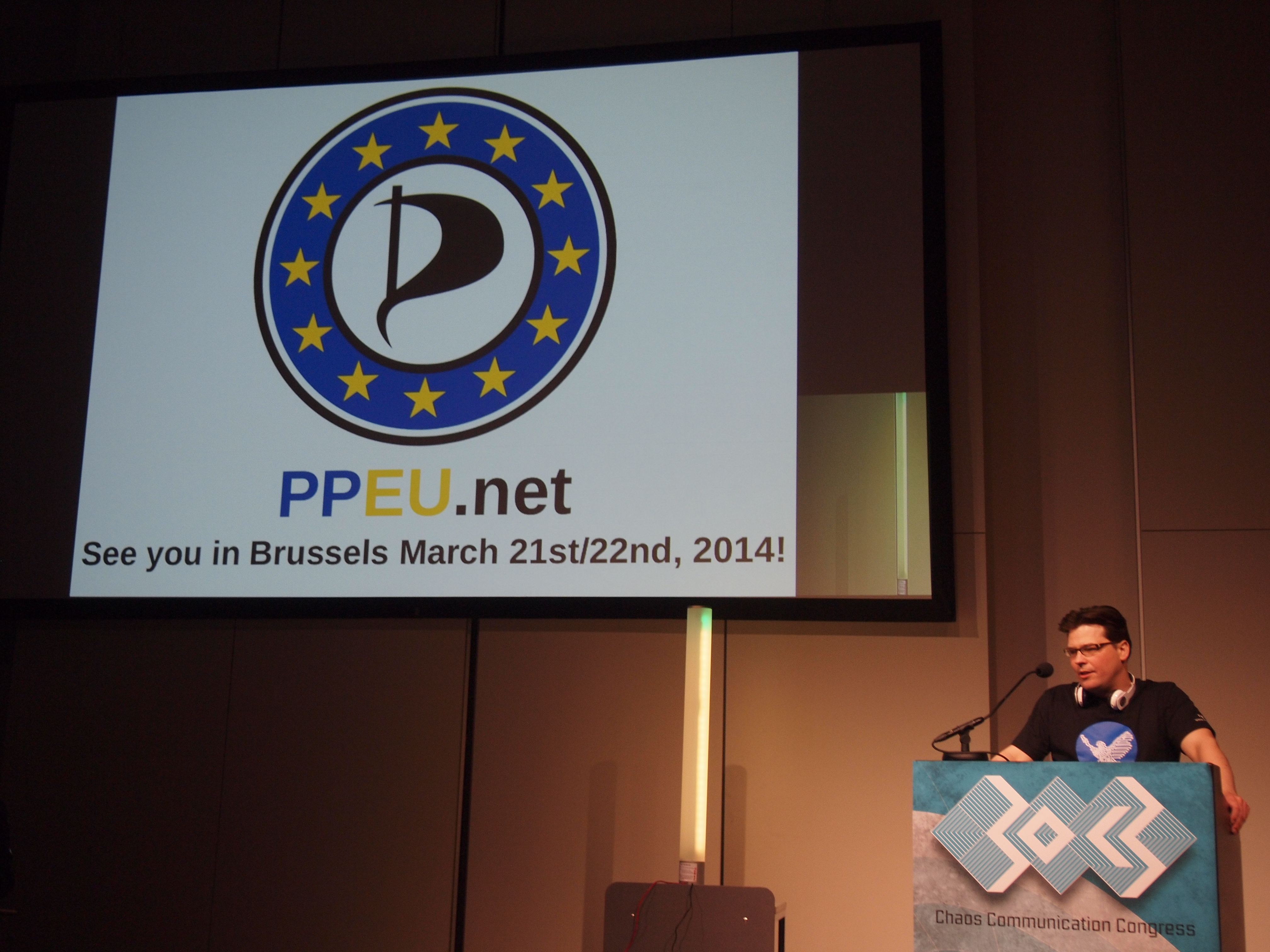
Pirat Jens Stomber bei der Präsentation der PPEU auf dem 30C3

Die Europäische Piratenpartei (englisch: European Pirate Party, auch Europäische Piraten, Kürzel: PPEU und PIRATES) ist ein europäisches politisches Bündnis, das im September 2013 offiziell gegründet wurde. In ihr sind die Piratenparteien der Europäischen Union sowie weiterer europäischer Länder organisiert.

## Programmatik
Die Grundsätze der Europäischen Piraten sind in einem Manifest beschrieben.
Die PPEU setzt sich ein für eine Stärkung der Grundrechte und ein Ende der Überwachung. Dazu gehört auch der Schutz von Whistleblowern und der Schutz der Privatsphäre. Weiterhin strebt die PPEU mehr Demokratie an, zum Beispiel durch Einführung von Volksentscheiden, eine Demokratie-Reform der EU-Verträge und Befähigung des EU-Parlaments eigene Gesetzesentwürfe einreichen zu können – momentan kann es das nicht, sondern nur über die Gesetzesentwürfe der EU-Kommission abstimmen. Von öffentlichen Organisationen, insbesondere Regierungen, wird Transparenz verlangt, um Korruption zu bekämpfen und es der Bevölkerung zu ermöglichen, informierte Entscheidungen treffen zu können. Die PPEU setzt sich weiterhin für eine Reform des Urheberrechts ein, die das Urheberrecht sozial ausgewogen und zeitgemäß macht, indem Urhebern und Allgemeinheit mehr Zugeständnisse auf Kosten der Rechteverwerter gemacht werden. So soll es eine stärkere Rechtebindung an Urheber gegenüber Rechteverwertern geben und sollen Total-Buyout-Verträge verboten, ein Recht auf Remix eingeführt und nichtkommerzielles Filesharing und Streaming von urheberrechtlich geschützten Werken legalisiert werden. Ebenso soll das Patentrecht reformiert werden. Patente auf einfache Ideen, Geschäftsmodelle oder Algorithmen lehnt die PPEU ab, ebenso unethische Patente wie zum Beispiel auf menschliche Gene. Öffentlich geförderte Forschung und öffentliche erhobene Daten sollen für jeden frei zugänglich sein. Die PPEU setzt sich außerdem für Netzneutralität sowie für die Förderung von Freier Software ein.

## Geschichte
Nach der Gründung der Piratpartiet in Schweden am 1. Januar 2006 entstanden in ganz Europa, später auch weltweit, weitere Piratenparteien. Noch im selben Jahr entstand eine lose Vernetzung dieser Parteien. Im Juni 2007 trafen sich erstmals Vertreter der Piratenparteien Schwedens, der Niederlande, Österreichs, Deutschland, Polens, Spaniens, Irlands, Dänemarks und Finnlands zu einer internationalen Konferenz in Wien. Auf einer weiteren Konferenz 2008 in Uppsala wurden gemeinsamen Grundsätze für die anstehende Europawahl 2009 festgelegt, die sogenannte Uppsala-Deklaration:
- Die Reform des Urheberrechts, insbesondere die Legalisierung von nichtkommerziellem Filesharing und Live-Streaming von urheberrechtlich geschützten Werken und die Verkürzung von Schutzdauer im Urheberrecht; Ablehnung von pauschalen Medien- oder Hardwareabgaben und Verbot von DRM-Techniken;
- Reform des Patentrechts, um Innovationen nicht zu behindern; gefordert wird unter anderem eine EU-Studie zu den wirtschaftlichen Auswirkungen des Patentrechts;
- Stärkung der Bürgerrechte durch Transparenz in der Regierungsarbeit, schnelle und faire Gerichtsverfahren, Recht auf freie Meinungsäußerung und Recht auf anonyme Kommunikation auch auf digitalen Kommunikationswegen.

In Uppsala wurde auch die Gründung der Pirate Parties International (PPI) initiiert. Bei der Europawahl traten Piratenparteien in Schweden und Deutschland an. Die schwedische Piratpartiet erreichte 7,1 % und ein Mandat sowie ein weiteres Mandat nach Inkrafttreten des Lissabon-Vertrags. Die Piratenpartei Deutschland erreichte 0,9 %.
Die Gründung einer eigenen europäischen Piratenpartei wurde erstmals Anfang 2012 im Hinblick auf die anstehende Europawahl 2014 diskutiert. Im April 2012 einigten sich 25 Parteien auf die Prag-Deklaration, die die Grundlagen für einen gemeinsamen Wahlantritt 2014 legte. Im Laufe der Jahre 2012 und 2013 wurden auf mehreren Konferenzen die Gründung der PPEU vorbereitet. Am 4. September 2013 wurden Statuten und Manifest der PPEU in Luxemburg unterschrieben.
Während der PPEU-Konferenz European Internet Governance and Beyond wurde am 21. März 2014 erstmals der Vorstand gewählt und damit der Gründungsprozess abgeschlossen.

### Europawahl 2014
Die PPEU trat mit Amelia Andersdotter und Peter Sunde als Spitzenkandidaten zur Europawahl 2014 an. In elf Ländern traten ihre Mitgliedsparteien eigenständig an, in weiteren fünf Ländern traten sie Wahlbündnissen mit anderen Parteien an. Die besten Ergebnisse erreichte die tschechische Piratenpartei mit 4,8 % sowie die luxemburgische Piratenpartei mit 4,2 %. Als einziger Kandidat der PPEU zog Felix Reda aus Deutschland ins Europaparlament ein. Er schloss sich als Einzelmitglied der Fraktion Die Grünen/Europäische Freie Allianz im Europäischen Parlament (Grüne/EFA) an und wurde dort zu einem der sechs stellvertretenden Fraktionsvorsitzenden gewählt.

### Europawahl 2019
Die PPEU trat 2019 mit einem gemeinsamen europäischen Wahlprogramm das am 9. Februar 2019 bei der CEEP19 beschlossen wurde zur Europawahl an. In dreizehn Ländern traten ihre Mitgliedsparteien eigenständig an. Die besten Ergebnisse erreichte die tschechische Piratenpartei mit 13,95 % sowie die luxemburgische Piratenpartei mit 7,7 %. Es zogen insgesamt vier Kandidaten in das Europaparlament ein. Patrick Breyer für die deutschen Piraten und Marcel Kolaja, Markéta Gregorová und Mikuláš Peksa für die tschechischen Piraten.

## Organisation
Höchstes Organ der Europäischen Piratenpartei ist das Council. Das Council bestimmt unter anderem die politischen Grundlagen der PPEU, wählt das Board und bestimmt den Finanzplan der Organisation. Das Council setzt sich aus den Delegationen der ordentlichen Mitglieder zusammen. Beobachtende Mitglieder haben Rederecht. Die Anzahl der Stimmen pro Mitglied hängt von der Anzahl der Stimmen und dem Stimmenanteil bei der letzten nationalen oder europäischen Parlamentswahl ab. Derzeit haben (Stand Ende 2020) alle Mitglieder außer Tschechien (sechs Stimmen), Deutschland (zwei), Island (drei) und Luxemburg (zwei) jeweils eine Stimme. Daneben haben die Gruppe der Piraten im Europaparlament sowie die Jugendorganisation Young Pirates of Europe jeweils zwei Stimmen.
Geführt wird die PPEU vom Board genannten Vorstand. Dieser besteht aus einem Vorsitzenden, zwei stellvertretenden Vorsitzenden, dem Schatzmeister sowie bis zu fünf weiteren Mitgliedern. Das Board wurde erstmals am 21. März 2014 in einer Sitzung des Councils in Brüssel gewählt.

### Aktuelles Board
- Vorsitzender: Mikulas Peksa (Tschechien, Deutschland)
- Vizevorsitzende: Florie Marie (Frankreich), Katla Hólm Þórhildardóttir (Island)
- Schatzmeister: Sebastian Krone (Deutschland, Österreich, Schweiz)
- Weitere Mitglieder: Alessandro Ciofini (Italien), Jan Mareš (Tschechien), Lukáš Doležal (Tschechien), Mia Utz (Deutschland), Oliver Herzig (Katalonien, Deutschland)

### Vorsitzende seit 2014
- 2014–15 Amelia Andersdotter (Schweden)
- 2015–17 Smári McCarthy (Island)
- 2017–18 Oktavía Hrund Jónsdóttir (Island)
- 2018–19 Markéta Gregorová (Tschechien)
- seit 2019 Mikuláš Peksa (Tschechien)

### Mitglieder
Ordentliche Mitglieder der PPEU können alle politischen Parteien in Europa werden, die dem Manifest der PPEU zustimmen und den Term „Pirat“ im Namen tragen. Auch Organisationen, die aus rechtlichen Gründen nicht als Partei konstituiert werden können, können ordentliches Mitglied werden. Daneben besteht, auch für andere Organisationen, die Möglichkeit, beobachtendes Mitglied zu werden.
Folgende Parteien sind Mitglieder der Europäischen Piratenpartei:
| Land                | Name                                 | Nationale Abgeordnete | Europa- abgeordnete | Mitglied seit                                |
| ------------------- | ------------------------------------ | --------------------- | ------------------- | -------------------------------------------- |
| Deutschland         | Piratenpartei Deutschland            | –                     | –                   | Gründung                                     |
| Finnland            | Piraattipuolue                       | –                     | –                   | Gründung                                     |
| Frankreich          | Parti Pirate                         | –                     | –                   | Gründung                                     |
| Griechenland        | Komma Piraton Elladas                | –                     | –                   | Gründung                                     |
| Island              | Píratar                              | –                     | nicht in der EU     | Gründung                                     |
| Italien             | Partito Pirata Italiano              | –                     | –                   | Gründung                                     |
| Italien             | Pirati.io                            | –                     | –                   | Vollmitglied seit 2023, Beobachter seit 2020 |
| Luxemburg           | Piratepartei Lëtzebuerg              | 2/60                  | –                   | Gründung                                     |
| Niederlande         | Piratenpartij                        | –                     | –                   | Gründung                                     |
| Polen               | Polska Partia Piratów                | –                     | –                   | Gründung                                     |
| Schweden            | Piratpartiet                         | –                     | –                   | Gründung                                     |
| Slowakei            | Pirátska strana - Slovensko          | –                     | –                   | 2019                                         |
| Slowenien           | Piratska stranka Slovenije           | –                     | –                   | 2015                                         |
| Spanien/ Katalonien | Pirates de Catalunya                 | –                     | –                   | Gründung                                     |
| Tschechien          | Česká pirátská strana                | 4/200 2/81            | 1/21                | Gründung                                     |
| Europa              | Pirates in the European Parliament * | –                     | 1/720               | Gründung                                     |
| Europa              | Young Pirates of Europe *            | –                     | –                   | Gründung                                     |

- Jugendorganisation Young Pirates of Europe und die
- Gruppe der Abgeordneten der PPEU im Europaparlament

### Beobachtende Mitglieder
| Land                     | Name                             | Beobachter seit          |
| ------------------------ | -------------------------------- | ------------------------ |
| Belgien                  | Piratenpartei Belgien            | 2019 (Gründungsmitglied) |
| Deutschland/ Bayern      | Piratenpartei Bayern             | 2017                     |
| Deutschland/ Brandenburg | Piratenpartei Brandenburg        | 2020                     |
| Deutschland              | Piratenpartei Potsdam            | 2017                     |
| Estland                  | Eesti Piraadipartei              | 2023 (Gründungsmitglied) |
| Japan                    | 日本海賊党 (Piratenpartei Japan) | 2015                     |
| Österreich               | Piratenpartei Österreichs        | 2022 (Gründungsmitglied) |
| Serbien                  | Piratska Partija                 | 2022                     |
| Ungarn                   | Magyar Kétfarkú Kutya Párt       | 2022                     |
| International            | Pirate Parties International     | 2017                     |

### Ehemalige Mitglieder
- Piratska stranka (Gründungsmitglied, 2018 aufgelöst, 2020 aus Mitgliederregister entfernt)
- Partidul Piraţilor (Gründungsmitglied, aufgelöst, 2020 aus Mitgliederregister entfernt)
- Piratpartiet (Gründungsmitglied, 2023 in Innovasjon- og teknologipartiet umbenannt, wurden 2024 aufgrund ausstehender Mitgliedsbeiträge für 2022 und 2023 nicht mehr als ordentliche Mitglieder berücksichtigt.)
- Piratenpartei Schweiz (Gründungsmitglied, wurden 2024 aufgrund ausstehender Mitgliedsbeiträge für 2022 und 2023 nicht mehr als ordentliche Mitglieder berücksichtigt.)
- Confederación Pirata (Gründungsmitglied, hat 2022 seine Tätigkeit eingestellt)

### Jugendorganisation
Die Jugendorganisation Young Pirates of Europe (YPE) wurde im August 2013 gegründet und hat ihren Sitz im schwedischen Uppsala. Gründungsmitglieder sind die Jugendorganisation von acht europäischen Piratenparteien.